# 柳衣园
柳衣园（曲江楼）是清代淮安河下的一座著名园林，位于联城北门外，萧湖以东，在荻庄对岸。

## 张新标：依绿园
曲江楼原是吏部检讨张新标（字鞠存，1617—1679）的“依绿园”中一胜，建于顺治十四年（1657年）左右。“依绿园”典出杜甫诗句“名园依绿水”。园三面环湖，大门临水，园中有多处名胜。正楼曲江楼三间位于西南，楼下墙壁石碑尚刻有三位张姓先贤的画像：西汉张良、北宋张载（横渠）和南宋张栻（号南轩）。云起阁三间面东，登楼可以俯瞰萧湖，远望城墙。云起阁北为涵清轩，西为娱轩。荷池西南有船房六间，东西两侧分别题名为水西亭和半亩方塘。北侧则有亭名为万斛香。另有水仙别馆、香雪山房，分别以水仙花和梅花命名。
康熙三年（1664年）八月十四日中秋夜，张曾在此大会大江南北海内名士百人，观百戏，毛奇龄赋诗《明河篇》，一夕传抄殆遍：

## 程用昌、程光奎父子
后来，该园为在淮安河下经营盐业的徽商、岑山渡程氏家族的程用昌（1645—1719，程量越之子）所得，后由程用昌第三子程光奎（1678年—1725年）继承。康熙五十年（1711年），程光奎因辛卯科场案身陷囹圄，次年（1712年）判处绞监候，关在刑部牢中，等待秋后处决。其妻戴氏赶到北京，不惧羽林军鞭下如雨，拦住康熙銮驾嚎哭，乞求以身代死，感动康熙，特许以捐赎免罪，程光奎改为流放。程光奎家在河下的产业曲江楼和粉章巷住宅均在此时出售，换取现银。

## 程埈：柳衣园
曲江园由程光奎之妻出售给岑山渡程氏家族的远亲，另一程氏盐商、程朝徵（字叔献，号二樵，1635—1696）第三子程埈（字眷谷，号大川，1672— ）获得，更名为“柳衣园”。

### 曲江十子
程埈的两位弟弟，四弟程垲（字爽林，1676—1720）、五弟程嗣立（原名程城，字风衣，人称水南先生，1698—1744）都是当时著名的文人，两兄弟聚集大江南北名士，在园中会文，举办曲江楼会课切磋，请金坛人王步青（字罕皆，1672—1751）、王汝骧（字云衢或耘渠）、长洲人沈德潜（号归愚）主坛席，参与其事的有周振采、刘培元、刘培风、王家贲、邱谨、邱重慕、吴宁谧、边寿民、戴大纯以及程嗣立等“曲江十子”，所著的《曲江楼稿》风行海内，四方学者争购其文。
此后继承曲江楼的先后为：程埈的第三子程云龙、程云龙长子程昶、程昶之子程兆奎、程兆奎之子程得龄（字与九，号湘舟）。一百多年间，该园聚集过海内外许多文人雅士。

## 衰落
道光十二年（1832年）纲盐改票，河下的盐商业务转移，收入锐减，纷纷撤业，萧湖园林迅速衰败，沦为废墟菜圃，“瓦鳞鼠窜幕栖乌，舞榭倾摧蛛网挂。”“园主毁坼，刬为菜圃”，“百有余年之名园，不三旬而剗尽。” 。“荒畦莳韭薤”、“茂草走秋磷”。

## 末日
咸丰十年（1860年），捻军攻陷并焚掠清江浦、板闸和河下，浩劫之后一派惨象：“劫火光中剩一邱，天留余地作闲游。伤心帘外双飞燕，错认当年旧画楼。”“百年名胜成焦土，断井颓垣落日斜。”